# Clyde W. Tombaugh
Clyde William Tombaugh (1906-1997) là một nhà thiên văn học người Mỹ. Ông được biết đến với việc khám phá hành tinh lùn Sao Diêm Vương năm 1930, đối tượng đầu tiên được phát hiện trong đám mây sau này được xác định là vành đai Kuiper. Tombaugh cũng phát hiện ra nhiều tiểu hành tinh; ông cũng được nhắc tên cho các nghiên cứu khoa học nghiêm túc về các vật thể bay không xác định (UFO).

## Tiểu sử
Clyde William Tombaugh sinh ở  Streator, Illinois. Bắt đầu từ năm 1926, ông bắt đầu xây dựng một số kính thiên văn với ống kính và gương đặt trên mặt đất. Ông đã gửi bản vẽ Sao Mộc và Sao Hỏa đến Đài quan sát Lowell, nhờ đó ông được làm việc ở Đài quan sát này (từ 1929-1945). Sau phát hiện về Sao Diêm Vương, Tombaugh được nhận bằng cử nhân và thạc sĩ thiên văn học của đại học Kansas năm 1936 và 1938. Trong thế chiến 2, ông dạy định hướng trong Hải quân tại Đại học Bắc Arizona. Ông làm việc tại White Sands Missile Range trong những năm 1950, và dạy thiên văn ở Đại học bang New Mexico từ năm 1955 cho đến khi nghỉ hưu năm 1973.
Ông qua đời tại bang New Mexico năm 1997, ở tuổi 90. Một phần tro cốt của ông được đưa vào trong tàu thăm dò New Horizons dang trên đường tới Sao Diêm Vương - thiên thể do ông phát hiện ra.

## Sự nghiệp và thành tựu
Khi còn là một nhà nghiên cứu trẻ tuổi tại Đài quan sát Lowell ở Flagstaff, Arizona, Tombaugh được giao nhiệm vụ tìm kiếm một hành tinh X đã được Percival Lowell và William Pickering dự đoán. Ông chụp ảnh các phần bầu trời trong nhiều đêm rồi sử dụng thiết bị so sánh ánh sáng nhấp nháy để so sánh các bức ảnh khác nhau. Tombaugh đã nhận thấy một đối tượng chuyển động như mình đang tìm kiếm, gần vị trí dự đoán của Lowell và các quan sát sau đó đã khẳng định nó có quỹ đạo bên ngoài Sao Hải Vương. Đó chính là hành tinh thứ chín mà họ đang tìm kiếm. Khám phá này được thực hiện vào thứ ba, ngày 18/02/1930. Hành tinh này được Venetia Burney- khi đó là một nữ học sinh 11 tuổi đặt tên là "Pluto".
Tombaugh được ghi nhận đã phát hiện ra 15 tiểu hành tinh và quan sát gần 800 tiểu hành tinh trong quá trình tìm Sao Diêm Vương. Ông cũng được ghi nhận đã phát hiện sao chổi  274P / Tombaugh-Tenagra., hàng trăm sao biến quang, cụm sao, cụm thiên hà và một siêu đám thiên hà.
Ông có lẽ cũng là nhà thiên văn nổi tiếng nhất từng báo cáo nhìn thấy vật thể bay không xác định và hỗ trợ giả thuyết vật thể ngoài Trái Đất.

## Sách tham khảo
- Falk, Dan, "More than a one-hit wonder", Astronomy, February 2006, 40–45.
- David H. Levy Clyde Tombaugh: Discoverer of the Planet Pluto (Tucson, Ariz.: University of Arizona Press, 1991). ISBN 0-8165-1148-9; also Sky Publishing Corporation, March 2006